# Марі-Галан
Марі-Галан або Марі-Галант (фр. Marie-Galante) — острів в Атлантичному океані. Входить до складу французького заморського департаменту Гваделупа. Площа острова - 158,01 км². Населення — 12009 чол. (2006 р.)

## Географія і природа

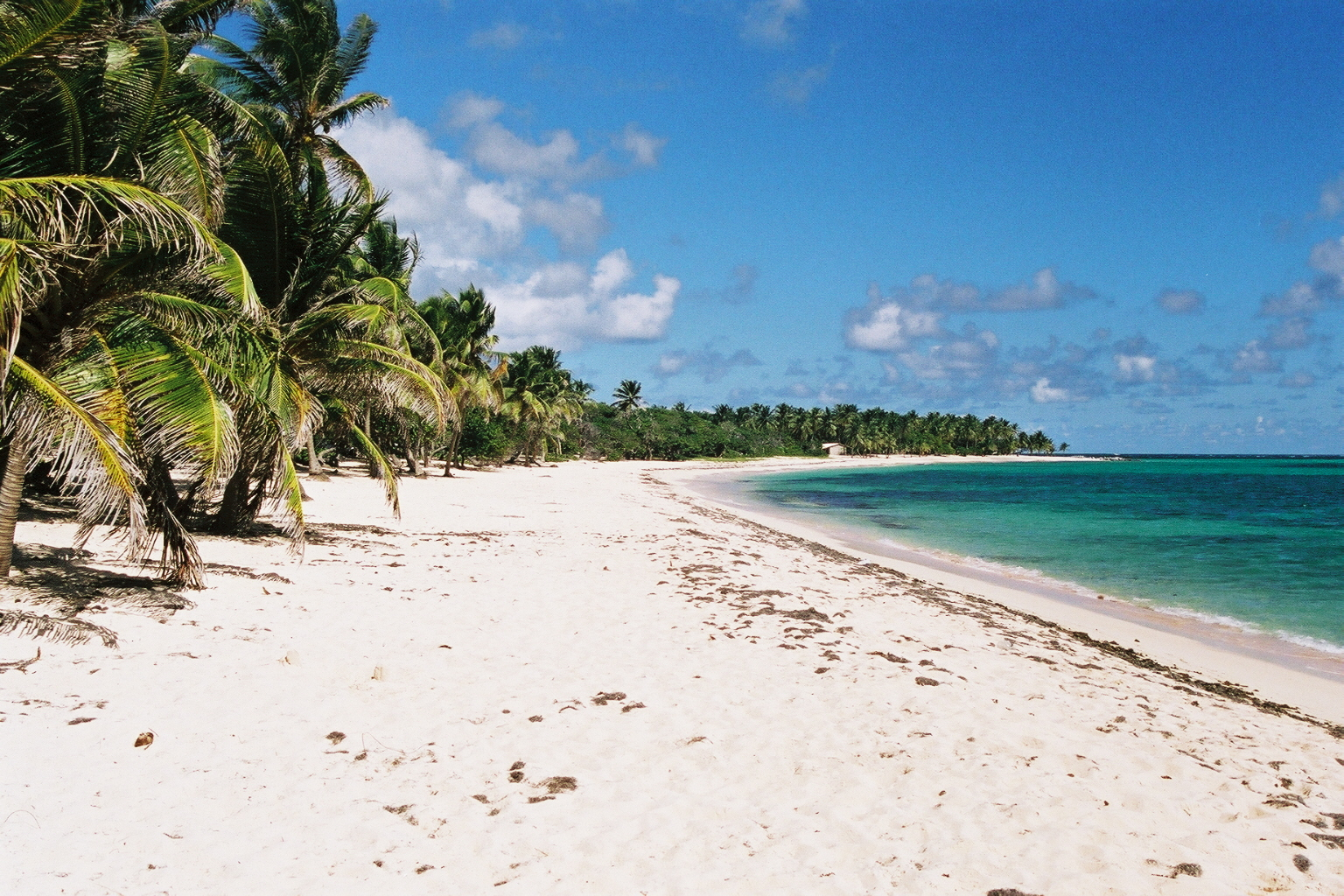
Пляж на Марі-Галан

Острів розташований в Атлантичному океані в 25,9 км на південний схід від острова Гваделупа, 6764 км на південний захід від Парижа. Завдяки своїй майже круглій формі і майже рівній поверхні Марі-Галан часто жартівливо називають млинцем. Найбільший діаметр цього "млинця" становить приблизно 15,6 км.
Острів має вулканічне походження. Сформувався в зоні субдукції літосферних плит (див. Тектоніка плит) близько 2,5 млн років тому як підводне плато, на якому поступово накопичувалися органічні присадки. Вони склали вапнякову основу сучасної поверхні. Подальша субдукція випхала острів над поверхнею океану. Цей процес відбувається і в наші дні, так що геологи відзначають подальше зростання суші над рівнем моря. Це є причиною землетрусів, які трапляються в цьому географічному регіоні.
Місцевий рельєф відрізняється деякою різноманітністю. Велику частину суші займає вапняковае плато, яке утворює виступи у вигляді скель на західній околиці. Вапняк поступово руйнується внаслідок дії води, тому на всій території Марі-Галан можна бачити глибокі яри. У карстових порожнинах накопичується вода, але постійних поверхневих водотоків майже немає. Виняток становить єдина річка, що впадає в простору лагуну на заході. Інші річки мають сезонний характер. На Марі-Галан багато піщаних пляжів.
Клімат тропічний. Середня температура протягом року коливається від +23 °C взимку до +26 °C влітку. Внаслідок особливостей напряму вітрів , середня кількість опадів становить всього 55 мм в лютому і 246 мм у вересні. Марі-Галан знаходиться в зоні впливу тропічних циклонів.
Природа острова значно змінена людиною. Переважають культурні насадження. На західному узбережжі добре збереглася фауна коралового рифу.

## Історія

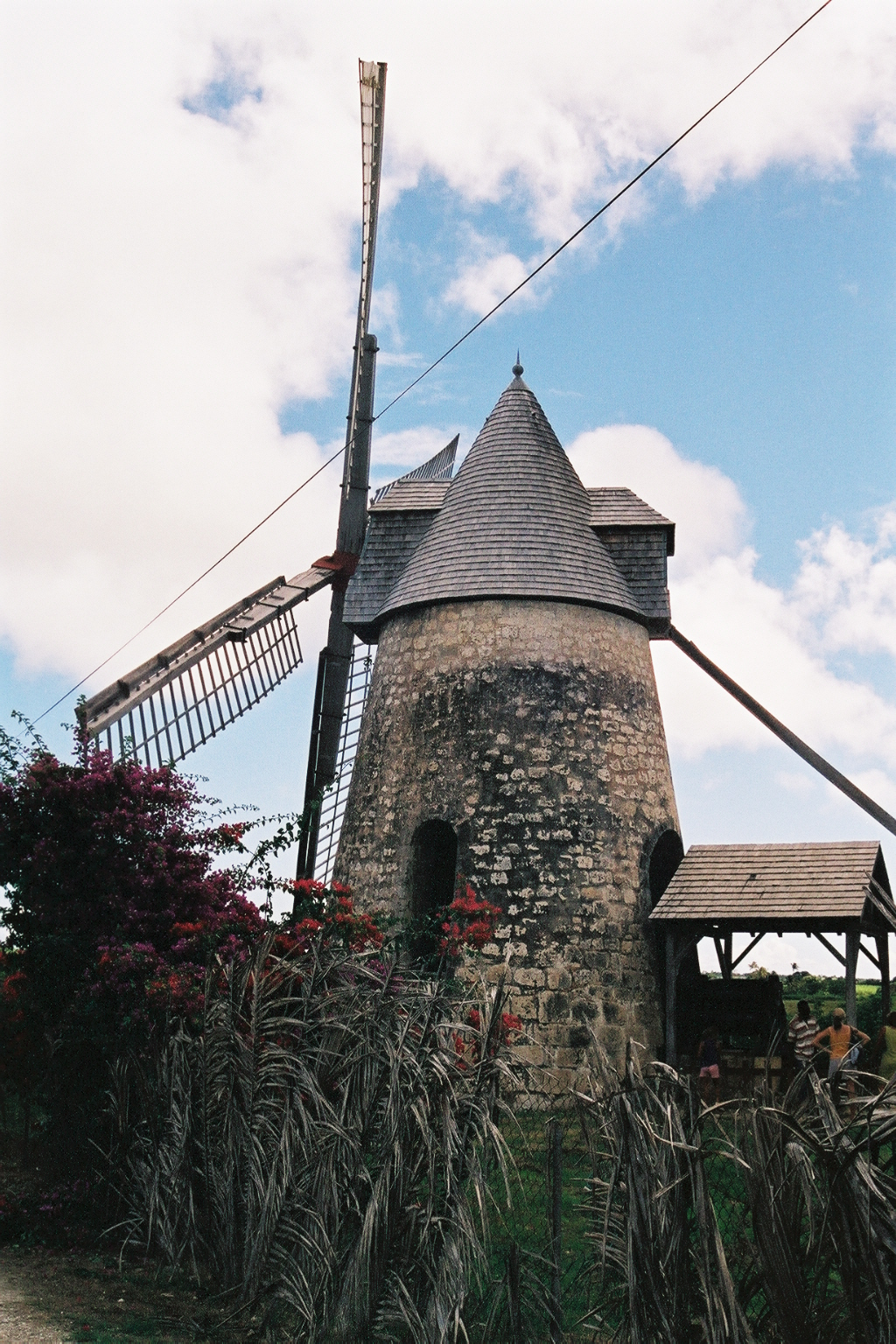
Старий вітряк на заході Марі-Галан

До приходу європейців острів  був населений індійцями-араваками, які називали свою батьківщину Аўлінаган ("земля бавовни"). Збереглися їх петрогліфи і кераміка. Британський дослідник-аматор Гевін Мэнзіс стверджує, що у 1422 р. Марі-Галан досягла китайська експедиція на чолі Чжен Хе.
3 листопада 1493 року. острів був відкритий Христофором Колумбом, який дав йому назву одного з своїх кораблів "Maria Galanda". 8 листопада 1648 р. на острові була заснована перша французька колонія. Близько 50 переселенців, що осіли в районі сучасного міста Сен-Луї і займалися вирощуванням цукрової тростини. Однак колонія стала жертвою піратських атак голландців в 1676 р. і англійців в 1690 р. і 1691 р. Французький губернатор заборонив подальше переселення на Марі-Галан до 1696 р. В 1759 — 1763 рр. і в 1808 — 1814 рр. острів знову був зайнятий британцями.
У другій половині XVIII ст. французи активно розвивали цукрове господарство. До 1830 р. вони побудували 105 цукрових заводів. Кожен з них мав вітряний двигун, так що Марі-Галан отримав прізвисько Острів вітряних млинів. На плантаціях працювали раби африканського походження.
У період Великої французької революції місцеві рабовласники підтримали прихильників монархії і відмовилися підкорятися республіканській владі. У 1794 р. республіканці встановили свій контроль і скасували рабство. Але в 1802 р. воно було відтворено. Остаточне скасування рабства сталося тільки в 1848 р. В 1849 р. чорношкіре населення Марі-Галан повстало проти маніпуляцій на виборах. В результаті придушення повстання загинуло кілька десятків осіб.
У 1994 р. три муніципалітети Мрії-Голан створили об'єднання, спрямоване на спільний розвиток острова та охорону місцевого навколишнього середовища.

## Особливості місцевого життя
Острів залишається переважно сільськогосподарської околицею Гваделупи. Тут розташовані всього три невеликі міста. Найбільш важливу роль грає портове місто Сен-Луї на західному узбережжі. Велика частина населення займається вирощуванням цукрового очерету, виробництвом цукру і рому. Але завдяки цьому на острові збереглася старовинна атмосфера і неспішний спосіб життя. Населення відоме своїм співочим мистецтвом і традиційною креольської музикою.

В останні десятиліття стрімко розвивається туризм. Для потреб відвідувачів на півдні Марі-Галан діє аеропорт. Крім чудових пляжів, туристів сюди приваблюють можливість познайомитися з минулим. У Сен-Луї збереглися колоніальні будівлі кінця XIX — початку XX ст. На всій території острова можна зустріти залишки старих цукрових заводів зі знаменитими вітряними млинами. Вітряки використовуються і в наш час для отримання електричної енергії.

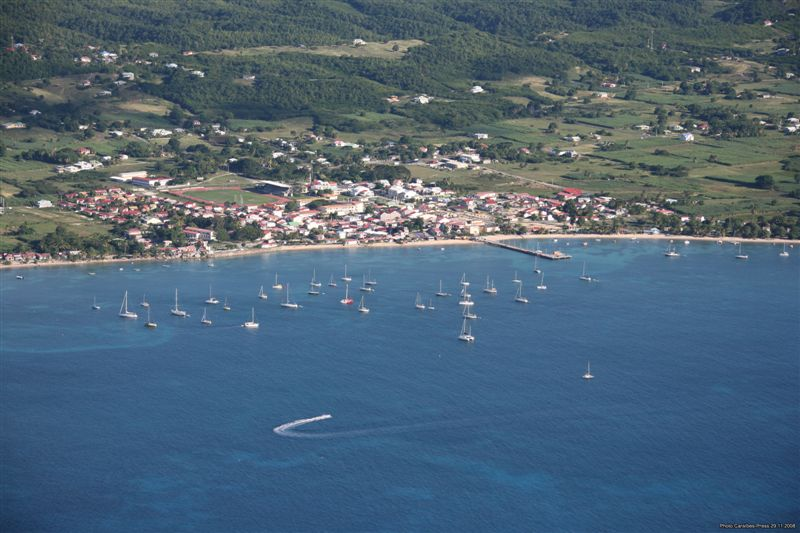
Бухта Сен-Луї
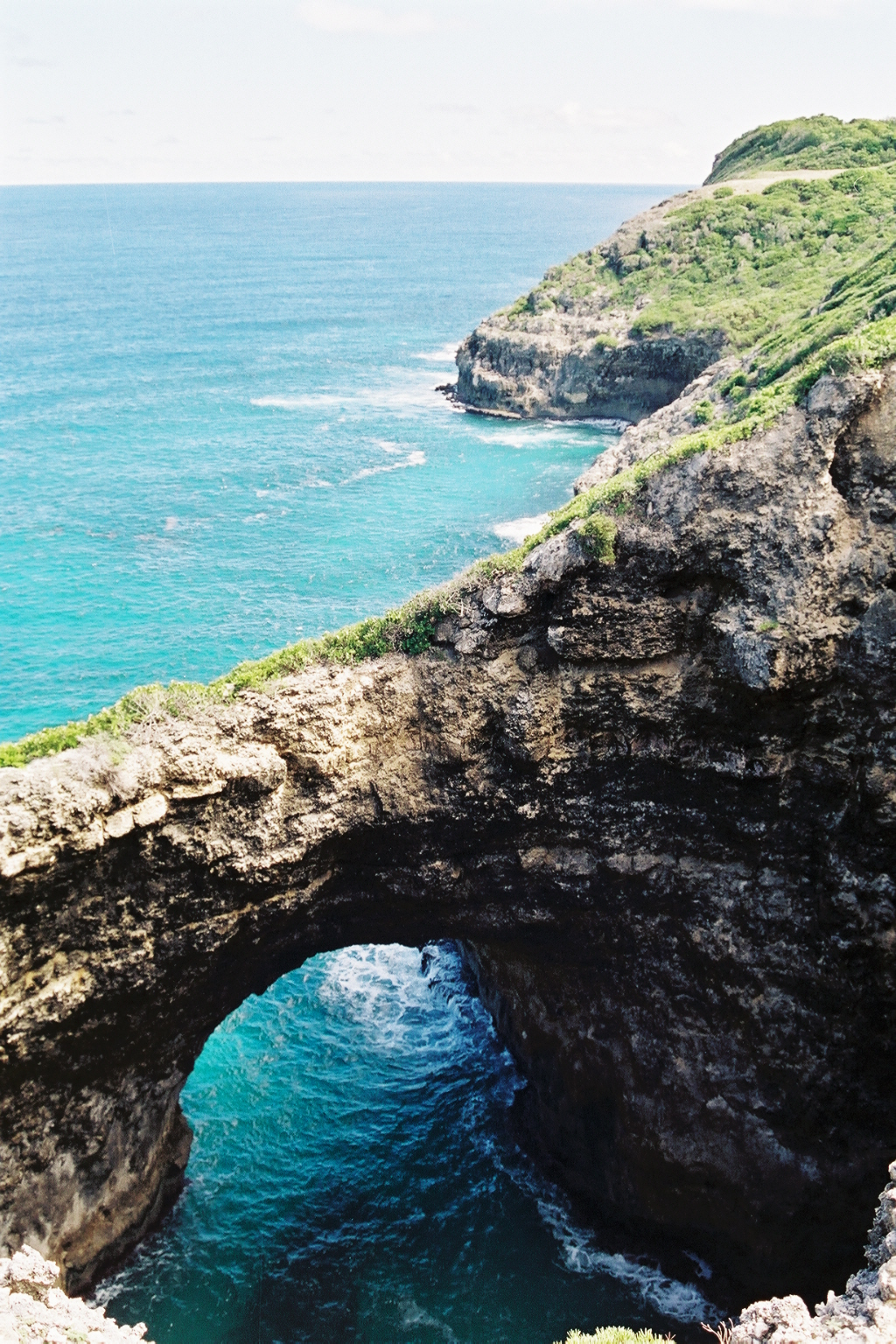
Прибережні скелі
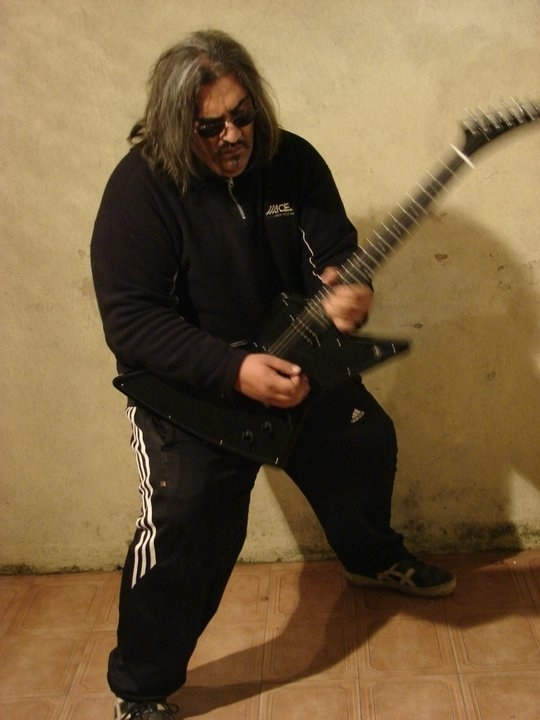
Музика з Гранбура
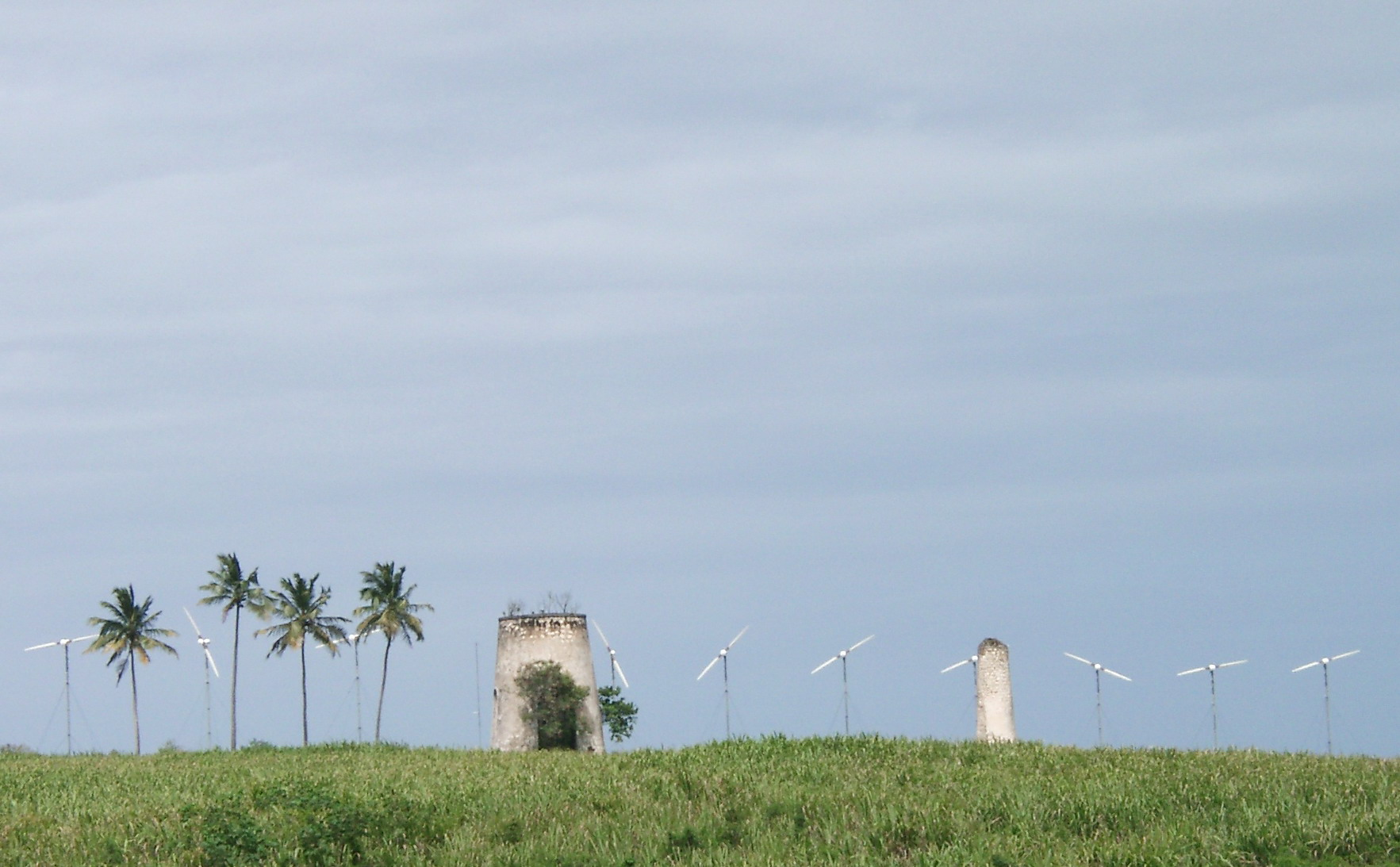
Старі та сучасні вітряні млини